# 深溝松平家

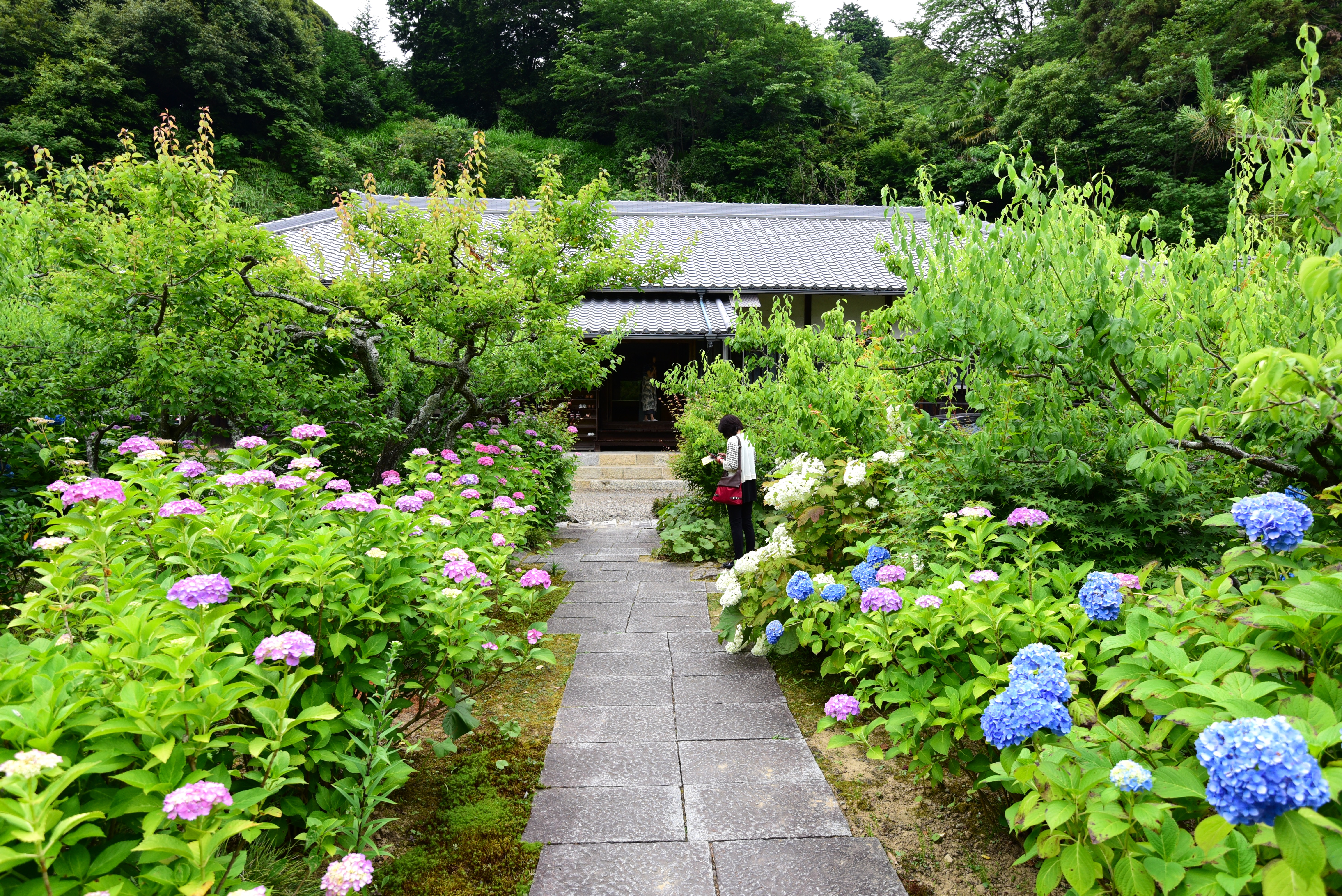
深溝松平家の菩提寺である本光寺（愛知県額田郡幸田町深溝）

深溝松平家（ふこうず（ふこうぞ）まつだいらけ）は、松平氏の庶流にあたる武家・華族だった家。松平忠定を祖とし、江戸時代には譜代大名（肥前島原藩主家）、維新後には華族の子爵家に列した。

## 歴史

### 戦国時代から安土桃山時代
大永4年（1524年）、五井松平家2代・松平元心が松平宗家当主・松平長親の命により額田郡深溝城主・大場次郎左衛門を討ち獲るが、元心の戦功を譲られた弟・松平忠定によって深溝松平家は発足されたという。
一方で、島原市の本光寺の記録によると、岩津家の松平親長の娘と婚姻してその所領を譲受し発祥させたというが、真偽のほどはわからない。
更に、深溝松平家における初期の系譜そのものが1世代ずれているとする指摘もあり、通説では五井松平家の初代当主とされている松平忠景（元心・忠定の父）が大永年間に深溝を拠点にしていた可能性が高く、その場合には忠景が初代当主であったとも考えられる（現在の系譜では忠景は文明年間に亡くなったとされているため、事実であれば半世紀近くのずれが生じる）。
その後も深溝城主であり続けた。2代・松平好景、3代・松平伊忠は徳川家康の岡崎城での独立期から善明堤の戦いなどで働きを示し続けた。4代・松平家忠（家忠日記の著者）は酒井忠次の指揮下に組み込まれるが、「長篠の戦い」などで功を挙げた。
天正8年（1590年）の徳川家の関東移封で、家忠は武蔵忍に1万石を与えられている。しかし慶長5年（1600年）、関ヶ原の戦いの前哨戦であった「伏見城の戦い」において、守将・鳥居元忠の副将格として伏見城で籠城、討ち死にしている。
3代・伊忠が主殿助、4代・家忠からは主殿頭の通称を用いていたため、松平主殿家とも言われる。

### 江戸時代
関ヶ原の戦い後の慶長6年（1601年）に家忠の子・松平忠利は、旧領の三河国深溝藩1万石の大名となったが、慶長17年（1612年）には3万石に加増された上で同吉田藩へ移封となった。
松平忠房の代に三河国刈谷藩、丹波国福知山藩と転封を続け、寛文9年（1669年）6万5,000石で肥前国島原藩に入った。寛延2年（1747年）、10代忠祇の代に戸田忠盈と入れ替わりで下野国宇都宮藩へ移封。安永3年（1774年）再び島原藩へ転封。これ以後、廃藩置県まで島原藩主家として続いた。

### 明治以降
最後の藩主忠和は、明治2年（1869年）6月19日版籍奉還により島原藩知事に任じられ、明治4年（1871年）7月14日の廃藩置県まで藩知事を務めた。
明治2年（1869年）6月17日の行政官達で公家と大名家が統合されて華族制度が誕生すると深溝松平家も大名家として華族に列した。明治17年（1884年）7月7日の華族令の施行で華族が五爵制になると、同月8日に旧小藩知事として忠和が子爵に列せられた。
忠貞の代に深溝松平子爵家の邸宅は東京市渋谷区穏田にあった。
現当主の忠承は大蔵省（現在の財務省）に入省。現在は国際通貨基金 (IMF) に勤務している。